# Rakitnitsa (distrikt i Bulgarien, Vidin)
Rakitnitsa (bulgariska: Ракитница) är ett distrikt i Bulgarien.   Det ligger i kommunen Obsjtina Bregovo och regionen Vidin, i den nordvästra delen av landet, 170 km norr om huvudstaden Sofia.
Omgivningarna runt Rakitnitsa är en mosaik av jordbruksmark och naturlig växtlighet. Runt Rakitnitsa är det ganska glesbefolkat, med 40 invånare per kvadratkilometer.